# Antipersonelmine
En Antipersonelmine eller  personelmine er en landmine som er beregnet til at skade mennesker, i modsætning til panserminer (antitankminer), som er beregnet til at rette skade på kampvogne og andet materiel. Personelminer blev totalforbudt ved Ottawa-konventionen i 1997. Pr. august 2008 har 156 stater ratificeret konventionen. 75 stater eller områder har mineproblemer. De næsten 40 stater som står uden for konventionen har op imod 160 millioner personelminer lagret. Brugen af personelminer er blevet dramatisk reduceret siden konventionen trådte i kraft. Kina, Indien og USA har ikke ratificeret konventionen. Efter 2006 er staters brug af minetypen kun registreret i Burma og Rusland (Tjetjenien). 
I Norge indførte man forbud mod personelminer i 1995 og destruerede dengang alle sine lagre kort tid efter.